# Justizvollzugsanstalt Ueckermünde
Die Justizvollzugsanstalt Ueckermünde war eine Justizvollzugsanstalt im Ortsteil Berndshof der Hafenstadt Ueckermünde im Osten Mecklenburg-Vorpommerns. Die Anstalt wurde 1953 zur Zeit der DDR als Haftarbeitslager errichtet.

## Geschichte
1953 wurde die auf dem Gelände einer Ziegelei direkt am Stettiner Haff gelegene Anstalt in Betrieb genommen. Sie entwickelte sich vom Haftarbeitslager in den 1950er Jahren über ein „Arbeitserziehungskommando“ in den 1960er Jahren zu einem „Strafvollzugskommando“ im Jahr 1974 mit 735 Strafgefangenen. Nach 1990 wurde das Gefängnis zur Justizvollzugsanstalt und die erste Anstalt des offenen Vollzuges in Mecklenburg-Vorpommern. Bis 2003 war die JVA Ueckermünde sogar die einzige Strafanstalt im Bundesland Mecklenburg-Vorpommern, die ausschließlich offenen Vollzug praktizierte.
Im Jahr 2003 wurden zusätzliche 40 Haftplätze im geschlossenen Vollzug zur Verfügung gestellt. Die Kapazität der in der Ziegeleistr. 1, 17373 Ueckermünde gelegenen Anstalt betrug damit insgesamt 140 Haftplätze. Die Unterbringung erfolgte in Einzel- und Gemeinschaftshafträumen mit maximal fünf Strafgefangenen. Nach dem allgemeinen Vollstreckungsplan des Landes Mecklenburg-Vorpommern war die JVA Ueckermünde zuständig für erwachsene männliche Verurteilte mit Freiheitsstrafen bis zu drei Jahren im geschlossenen Vollzug. Nach Prüfung und Eignung erfolgte eine Verlegung in den offenen Vollzug.
Zum 1. Mai 2009 wurde die JVA Ueckermünde aufgelöst, nachdem zuletzt wegen sinkender Belegungszahlen nur noch 23 Gefangene im offenen Vollzug untergebracht waren und für einen Weiterbetrieb umfangreiche Renovierungsmaßnahmen erforderlich gewesen wären.